# Lågstadielärare
Lågstadielärare var en lärare i Sverige som åren 1968-1988 utbildades för att undervisa på den svenska grundskolans lågstadium (skolår 1-3). Många lärare med lågstadielärarutbildning är fortfarande aktiva i skolväsendet.
Föregångare till lågstadieläraren före 1968 var småskollärare, och efterträdarna efter 1988 var grundskollärare 1-7.
I den utredning om en ny lärarutbildning som lades fram av Sigbrit Franke 2008 föreslås en återgång till en form av lärare snarlik den gamla lågstadieläraren.